# We Are Still Here (pel·lícula de 2015)
We Are Still Here és una pel·lícula de terror estatunidencas de 2015 escrita i dirigida per Ted Geoghegan i protagonitzada per Andrew Sensenig i Barbara Crampton com a pares afligits que troben ells mateixos el focus d'un atac d'esperits venjatius. La pel·lícula es va estrenar el 15 de març de 2015 a South by Southwest. Ha estat subtitulada al català.

## Argument
El 1979, després de la mort del seu fill Bobby en un accident de cotxe, Anne i Paul Sacchetti van decidir mudar-se a una nova llar a la Nova Anglaterra rural. Paul espera que sigui terapèutic per a Anne, ja que la mort l'ha fet caure en una profunda depressió. Tanmateix, l'Anne comença a afirmar que en Bobby és present a la casa, i la veïna Cat McCabe els avisa que marxin. La casa va ser construïda al 1800 per la família Dagmar com a funerària. Segons els informes, els Dagmar van ser expulsats del poble després que la gent del poble descobrís que estaven estafant als seus clients venent els cadàvers i enterrant taüts buits.
Sense aturar-se, l'Anne convida els seus amics May i Jacob Lewis, ja que tots dos són espiritualistes i podrien ajudar a contactar amb Bobby. Les parelles surten a menjar, temps durant el qual arriba el fill dels Lewis, Harry, amb la seva xicota Daniella. En Harry és assassinat per una aparició al soterrani i Daniella fuig horroritzada, només per ser assassinada també. Els Lewis i els Sacchetti se'n van a casa, després de la qual cosa el marit de Cat, Dave, arriba al restaurant, assassina una cambrera i discuteix amb ira de la casa Dagmar amb el cambrer, revelant-li que la casa ha d'alimentar-se cada 30 anys o el mal que hi ha a sota buscarà. ànimes fresques, destruint la ciutat.
Jacob aconsegueix convèncer un Paul reticent perquè mantingui una sessió amb ell mentre les seves dones estan fora. Això s'acaba amb Jacob posseït per l'esperit de Lassander Dagmar, que revela que mai van ser expulsats de la ciutat; més aviat els vilatans van utilitzar la seva família com a sacrifici al mal que hi havia sota casa seva. Lassander, vençut per la ràbia, fa que Jacob se suïcidi. La seva dona May intenta fugir, només per ser assassinada per Dave, que ha vingut a la casa amb els altres habitants del poble, decidit a donar a la casa el que vol. Els Sacchetti escolten la veu d'en Bobby que els insta a marxar i fugen a dalt mentre la gent del poble entra a la casa.
Els esperits de la família Dagmar procedeixen a assassinar violentament la majoria de la gent del poble fins que només queden Dave, Paul i Anne. Dave intenta matar Anne i Paul, però és assassinat per l'esperit de Lassander. Mentre Paul i Anne miren la carnisseria que els envolta, els esperits de la família surten de la casa, finalment satisfets. L'Anne entra al celler de la casa després que Bobby la truqui, seguida de Paul. Mentre mira les escales avall, en Paul somriu i diu "Hola, Bobby".

## Repartiment
- Barbara Crampton com Anne Sacchetti
- Andrew Sensenig com a Paul Sacchetti
- Larry Fessenden com a Jacob Lewis
- Lisa Marie com a May Lewis
- Mount Markham com a Dave McCabe
- Susan Gibney com a Maddie
- Michael Patrick com a Harry Lewis
- Kelsea Dakota com a Daniella
- Guy Gane III com a Lassander Dagmar
- Elissa Dowling com Eloise Dagmar
- Zorah Burress com Fiona Dagmar
- Marvin Patterson com a Joe l'electricista
- Connie Neer com a Cat McCabe
- Craig Simmons com a Jethro

## Producció
El cineasta Ted Geoghegan va començar a treballar en la pel·lícula com a homenatge a Quella villa accanto al cimitero mentre treballava com a publicista per a Dark Sky Films. Geoghegan havia col·laborat anteriorment amb Andreas Schnaas en diverses "pel·lícules shlock de baix pressupost" com a escriptor i productor, però mai havia dirigit abans. Després de completar el guió, el va mostrar a Dark Sky Films i Travis Stevens de Snowfort Pictures, que tots dos van acceptar produir la pel·lícula.
El rodatge va tenir lloc el 7 de febrer de 2014 a Rochester (Nova York), i als pobles de Palmyra i Shortsville. egons el director i la seqüència de crèdit final de la pel·lícula, els esdeveniments tenen lloc al municipi fictici de Aylesbury, Massachusetts.

## Banda sonora
La banda sonora va ser composta per Wojciech Golczewski. Va ser llançat el 7 de juliol de 2015 per Screamworks Records.s.

### Llista de cançons
| Núm.          | Títol            | Durada |
| ------------- | ---------------- | ------ |
| 1.            | «The House»      | 4:45   |
| 2.            | «Harry»          | 2:02   |
| 3.            | «The Dagmars»    | 3:07   |
| 4.            | «Bobby»          | 2:12   |
| 5.            | «Cellar»         | 2:58   |
| 6.            | «It's Not Bobby» | 5:39   |
| 7.            | «The Séance»     | 3:05   |
| 8.            | «Dagmar's Story» | 2:28   |
| 9.            | «The Attack»     | 3:46   |
| 10.           | «Accept It»      | 4:28   |
| Durada total: | Durada total:    | 34:31  |

## Estrena
We Are Still Here es va estrenar a South by Southwest el 15 de març de 2015. Se li va donar un limitada als EUA L'estrena a les sales de Dark Sky Films va començar el 5 de juny de 2015 i es va estrenar a través de vídeo a la carta el mateix dia. Va ser llançat en DVD i Blu-ray als Estats Units. el 6 d'octubre de 2015.
La pel·lícula es va estrenar posteriorment en vídeo domèstic a Austràlia, Canadà, Regne Unit, Alemanya, Escandinàvia, Espanya i Taiwan. Es va estrenar a les sales de cinema al Japó el 12 de desembre de 2015 i a Rússia el 17 de desembre de 2015.

## Recepció
We Are Still Here va tenir una acollida positiva a la seva estrena mundial i llançament posterior. Es va convertir en una de les pel·lícules de terror més aclamades per la crítica de l'any. Rolling Stone la va nomenar una de les deu millors pel·lícules de terror de l'any. El lloc web de l'Agregador de ressenyes Rotten Tomatoes informa d'una puntuació d'aprovació del 95% basada en 43 ressenyes i una puntuació mitjana de 7,09/10. El consens dels crítics del lloc afirma: "Intel·ligent, poderosament actuada i diabòlicament intel·ligent, We Are Still Here ofereix alguns girs nous en un territori familiar i anuncia l'arribada d'un gran talent en l'escriptor i director Ted Geoghegan". A Metacritic, la pel·lícula té una puntuació de 65 sobre 100 basada en 7 crítics, cosa que indica "crítiques generalment favorables".
Els elements d'elogi comuns es centren en l'atmosfera i les imatges de la pel·lícula, que Twitch Film va anomenar "elegant i fascinant". Film School Rejects va valorar positivament la pel·lícula, lloant-la pels seus ensurts i afirmant que "mostra amor i afecte pel gènere".